# Миранда Кер
Миранда Меј Кер (енгл. Miranda May Kerr; Сиднеј, 20. април 1983) аустралијски је модел. Позната је по раду са кућом доњег веша Викторијас сикрет где ради од 2006. Она је први аустралијански модел који је радио за кућу Викторијас сикрет. Миранда је почела да се бави моделингом са својих 13 година, почевши да ради за Чејс Моделинг Ејџенси, и 1997. године је освојила прво место на такмичењу за аустралијске топ-моделе које су организовали Доли Магазин и Импулс парфеми.
Била је удата за глумца Орланда Блума са којим има сина, Флина.

## Детињство, младост и породица
Миранда је рођена у Сиднеју, али је одрасла у малом граду Ганеди . Њени родитељи су Тереза и Џон Кер, и има млађег брата Метјуа (рођеног 1985). Током свог детињства, Миранда је јахала коње на фарми своје баке. Описује свој живот у Аустралији као веома опуштен, јер није било предрасуда, и никога није било брига како си обучен. Могао си да будеш сав свој."
Њена породица се преселила у Бризбејн како би Миранда и њен брат могли да виде какав је живот у граду. Миранда је тамо завршила средњу школу, 2000. године.

## Доли магазин
Са 13 година, Миранда је 1997. године победила на такмичењу за моделе Доли магазина. Сликана је у купаћем костиму за девојчице, и ту је наступила педофилија. За телевизију, Миранда је рекла: „Доли је магазин за тинејџерке, а не старе људе. Била сам нормално обучена, и створили сте много тога ни из чега."

## Каријера
Једном у Њујорку, Миранда је имала мноштво модних ревија и онда је потписала уговор са британском кућом Некст рано 2004. године.
Миранда се појавила у важним модним часописима као што су Ел, аустралијски Вог и Харперс Базар, и била је у рекламама за брендове као што су Портманс, Бондс, и Вит.
2006, Миранда је потписала уговор са козметичком кућом Мејбилин из Њујорка, и тако се пробила на америчком тржишту. Исте године, почела је да ради за кућу доњег веша Викторијас сикрет, где јој је прва колекција била ПИНК где је била обучена у зелени доњи веш и имала је зелени мегафон са шљокицама. У тој колекцији су били и модели Роузи Хантингтон-Вајтли, Дауцен Крус и други.
2007, добила је уговор за „анђела“ ове куће, заменивши Жизел Биндшен, и тако је постала први аустралијски модел који је радио за ову кућу, и придружила се моделима као што су Алесандра Амброзио, Каролина Куркова, Адријана Лима, Селита Ебанкс, Изабел Гулар, и Хајди Клум.
Од 2009, Миранда је била на насловницама престижних магазина као што су Ролинг стоун, Харперс базар, Си Ес магазин, Сандеј магазин, магазин Темпо, Космополитан и Џи Кју. Миранда се такође појавила и у чувеном Пирели календару 2010.
Такође је прошетала пистом за колекцију пролеће/лето бренда Баленсјага, и то је био њен први шоу неког дизајнера, поред Викторијас Сикрет, од 2007.
2010-те, Миранда је прошетала пистом за дизајнерску компанију Прада за њихову колекцију за јесен 2010 на недељи моде у Милану, поред својих колегиница анђела Дауцен Крус и Алесандре Амброзио.
На сајту моделс.ком, заузела је четврто место на листи 20 најсекси модела..
У марту, прошетала је пистом за бренд Баленсјага за колекцију јесен 2011 на недељи моде у Паризу, након само два месеца од порођаја.

## Компанија КОРА
У октобру 2009, Миранда је избацила своју козметичку линију, названу КОРА органикс, у Аустралији са ко-донатором, Џорџом Москосом. Мирандина мама Тереза је главни менаџер компаније од фебруара 2010. Мирандин брат такође ради за компанију.

## Приватни живот
Миранда је за Викторијас Сикрет 2007. рекла да живи у моменту и уживајући колико год је могуће. Миранда је написала књигу „Цени себе“ за девојчице, и каже да је то само скуп информација на које је она наишла. „Ако овим помогнем бар једној девојчици, значи да сам постигла оно што сам замислила.", каже Миранда.
У новембру 2007, Миранда је кренула да излази са глумцем Орландом Блумом. Уследила је веридба, а затим и венчање. Развели су се 2013. године.
19. августа 2010, Миранда је изјавила да је трудна. На свет је донела дечака, Флина Кристофера Блума, 6. јануара 2011. Средње име, Кристофер, добио је у име Мирандиног бившег дечка, Кристофера Мидлбрука, који је умро у аутомобилској несрећи 1998, када је имао само 15 година. Миранда и он су се тада забављали.